# Rajd Szwecji 2011

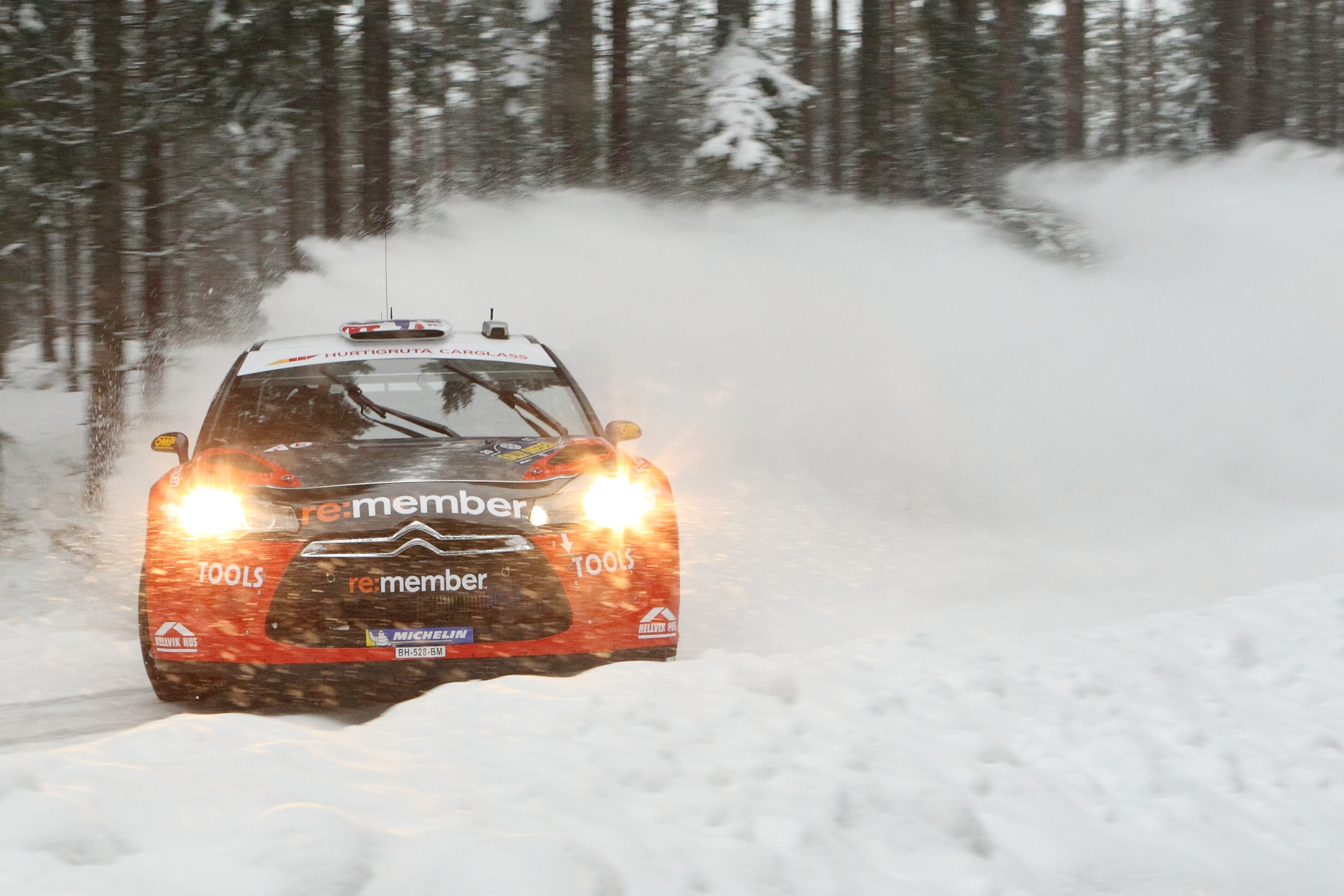
Petter Solberg podczas rajdu Szwecji

Rajd Szwecji był 1. rundą Rajdowych Mistrzostw Świata 2011. Rajd odbył się w dniach 10–13 lutego, jego bazą było Karlstad. Rajd był także 1. rundą Mistrzostw Świata Samochodów Produkcyjnych (PWRC).
Rajd ten był pierwszą rundą Rajdowych Mistrzostw Świata, w której kierowcy ścigali się nowymi autami z silnikami o pojemności 1,6 litra, zbudowanymi zgodnie z nową specyfikacją WRC.
Kolejną nowością na sezon 2011 było przeprowadzenie Power Stage, czyli odcinka specjalnego ostatniego dnia rajdu transmitowanego na żywo w telewizji, podczas którego można zdobyć dodatkowe punkty za trzy pierwsze miejsca (3–2–1) do klasyfikacji generalnej.
Rajd wygrał Mikko Hirvonen było to jego 13. zwycięstwo w karierze, drugie z rzędu w Rajdzie Szwecji. Drugie miejsce zajął Mads Østberg, było to jego pierwsze miejsce na podium w karierze. Podium uzupełnił Jari-Matti Latvala. Na czwartym miejscu uplasował się Sébastien Ogier, który zwyciężył dodatkowo w Power Stage. Petter Solberg spadł z czwartego na piąte miejsce, ponieważ stracił prawo jazdy przed rozpoczęciem ostatniego odcinka, zamienił się miejscami ze swoim pilotem Chrisem Pattersonem, który musiał poprowadzić samochód. Przyczyną tego niecodziennego zdarzenia było przekroczenie przez Solberga dopuszczalnej prędkości na dojazdówce pierwszego dnia rajdu. Od tego momentu mógł jeszcze przez 48 godzin prowadzić samochód, czas ten upłynął przed rozpoczęciem Power Stage.

## Klasyfikacja ostateczna
| Msc.     | Kierowca             | Pilot                  | Samochód                 | Czas      | Strata   | Grupa | Punkty |
| -------- | -------------------- | ---------------------- | ------------------------ | --------- | -------- | ----- | ------ |
| 1.       | Mikko Hirvonen       | Jarmo Lehtinen         | Ford Fiesta RS WRC       | 3:23:56.6 | 0.0      | WRC M | 25     |
| 2.       | Mads Østberg         | Jonas Andersson        | Ford Fiesta RS WRC       | 3:24:03.1 | 6.5      | WRC M | 18     |
| 3.       | Jari-Matti Latvala   | Miikka Anttila         | Ford Fiesta RS WRC       | 3:24:30.6 | 34.0     | WRC M | 16     |
| 4.       | Sébastien Ogier      | Julien Ingrassia       | Citroën DS3 WRC          | 3:24:44.3 | 47.7     | WRC M | 15     |
| 5.       | Petter Solberg       | Chris Patterson        | Citroën DS3 WRC          | 3:25:27.8 | 1:31.2   | WRC   | 10     |
| 6.       | Sébastien Loeb       | Daniel Elena           | Citroën DS3 WRC          | 3:26:26.9 | 2:30.3   | WRC M | 10     |
| 7.       | Per-Gunnar Andersson | Emil Axelsson          | Ford Fiesta RS WRC       | 3:30:18.6 | 6:22.0   | WRC   | 6      |
| 8.       | Kimi Räikkönen       | Kaj Lindström          | Citroën DS3 WRC          | 3:30:58.9 | 7:02.3   | WRC M | 4      |
| 9.       | Matthew Wilson       | Scott Martin           | Ford Fiesta RS WRC       | 3:34:08.1 | 10:11.5  | WRC   | 2      |
| 10.      | Khalid Al Qassimi    | Michael Orr            | Ford Fiesta RS WRC       | 3:34:27.7 | 10:31.1  | WRC M | 1      |
|          |                      |                        |                          |           |          |       |        |
| 13.      | Dennis Kuipers       | Frédéric Miclotte      | Ford Fiesta RS WRC       | 3:37:54.3 | +13:57.7 | WRC M |        |
| 14.      | Ken Block            | Alessandro Gelsomino   | Ford Fiesta RS WRC       | 3:40:48.4 | +16:51.8 | WRC M |        |
| PWRC     |                      |                        |                          |           |          |       |        |
| 1. (16.) | Martin Semerád       | Michal Ernst           | Mitsubishi Lancer Evo IX | 3:46:59.8 | 0.0      | 3     | 25     |
| 2. (19.) | Jurij Protasow       | Adrian Aftanaziw       | Mitsubishi Lancer Evo X  | 3:52:17.1 | 5:17.3   | 3     | 18     |
| 3. (21.) | Nicolás Fuchs        | Rubén Francisco García | Mitsubishi Lancer Evo IX | 3:53:43.9 | 6:44.1   | 3     | 15     |
| 4. (22.) | Wałeryj Horbań       | Ewhenyj Łeonow         | Mitsubishi Lancer Evo IX | 3:53:49.3 | 6:49.5   | 3     | 12     |
| 5. (28.) | Gianluca Linari      | Paolo Gregoriani       | Subaru Impreza WRX STi   | 4:14:45.3 | 27:45.5  | 3     | 10     |
| 6. (31.) | Dmitrij Tagirow      | Anna Zawierszenskaja   | Subaru Impreza WRX STi   | 4:21:53.4 | 34:53.6  | 3     | 8      |
| 7. (32.) | Ołeksandr Saliuk Jr. | Paweł Czerepyn         | Mitsubishi Lancer Evo IX | 4:22:52.5 | 35:52.7  | 3     | 6      |
| 8. (33.) | Majed Al Shamsi      | Khalid Al Kedi         | Subaru Impreza WRX STi   | 4:29:52.6 | 42:52.8  | 3     | 4      |

1. ↑  Litera M przy oznaczeniu grupy do której należy samochód oznacza, iż tylko ci kierowcy zdobywali punkty dla swoich zespołów liczonych w klasyfikacji producentów na koniec sezonu.

### Odcinki specjalne
| Dzień          | Odcinek | Godz. rozp. | Nazwa                          | Długość  | Zwycięzca                         | Czas    | Średnia prędkość | Lider rajdu          |
| -------------- | ------- | ----------- | ------------------------------ | -------- | --------------------------------- | ------- | ---------------- | -------------------- |
| 1 10–11 lutego | OS1     | 20:04       | Karlstad Super Special Stage 1 | 1,90 km  | Per-Gunnar Andersson              | 1:39.7  | 68,61 km/h       | Per-Gunnar Andersson |
| 1 10–11 lutego | OS2     | 07:58       | Vargåsen 1                     | 24,63 km | Mads Østberg                      | 14:41.9 | 100,54 km/h      | Mads Østberg         |
| 1 10–11 lutego | OS3     | 09:39       | Likenäs 1                      | 20,78 km | Per-Gunnar Andersson              | 12:10.1 | 102,46 km/h      | Mads Østberg         |
| 1 10–11 lutego | OS4     | 10:55       | Løvhaugen 1                    | 19,26 km | Mads Østberg                      | 11:36.5 | 99,55 km/h       | Mads Østberg         |
| 1 10–11 lutego | OS5     | 14:13       | Vargåsen 2                     | 24,63 km | Per-Gunnar Andersson Mads Østberg | 14:05.0 | 104,93 km/h      | Mads Østberg         |
| 1 10–11 lutego | OS6     | 15:54       | Likenäs 2                      | 20,78 km | Sébastien Ogier                   | 11:39.5 | 106,94 km/h      | Mads Østberg         |
| 1 10–11 lutego | OS7     | 17:10       | Løvhaugen 2                    | 19,26 km | Jari-Matti Latvala                | 10:49.7 | 106,72 km/h      | Mads Østberg         |
| 2 12 lutego    | OS8     | 08:00       | Lesjöfors 1                    | 15,00 km | Sébastien Loeb                    | 9:38.4  | 93,36 km/h       | Mads Østberg         |
| 2 12 lutego    | OS9     | 09:01       | Sågen 1                        | 14,23 km | Petter Solberg                    | 7:44.0  | 110,41 km/h      | Mads Østberg         |
| 2 12 lutego    | OS10    | 10:06       | Fredriksberg 1                 | 18,15 km | Per-Gunnar Andersson              | 10:55.8 | 99,63 km/h       | Mads Østberg         |
| 2 12 lutego    | OS11    | 11:08       | Värmullsåsen 1                 | 15,42 km | Petter Solberg                    | 8:40.2  | 107,40 km/h      | Mikko Hirvonen       |
| 2 12 lutego    | OS12    | 13:26       | Lesjöfors 2                    | 15,00 km | Sébastien Loeb                    | 9:35.3  | 93,86 km/h       | Mikko Hirvonen       |
| 2 12 lutego    | oS13    | 14:27       | Sågen 2                        | 14,23 km | Sébastien Loeb                    | 7:50.1  | 108,97 km/h      | Mikko Hirvonen       |
| 2 12 lutego    | OS14    | 15:32       | Fredriksberg 2                 | 18,15 km | Sébastien Ogier                   | 11:02.2 | 98,67 km/h       | Mikko Hirvonen       |
| 2 12 lutego    | OS15    | 16:34       | Värmullsåsen 2                 | 15,42 km | Sébastien Loeb                    | 8:45.7  | 105,60 km/h      | Mikko Hirvonen       |
| 2 12 lutego    | OS16    | 20:00       | Karlstad Super Special Stage 2 | 1,90 km  | Petter Solberg                    | 1:38.9  | 69,16 km/h       | Mikko Hirvonen       |
| 3 13 lutego    | OS17    | 07:51       | Torntorp 1                     | 19,21 km | Mikko Hirvonen                    | 9:49.2  | 117,37 km/h      | Mikko Hirvonen       |
| 3 13 lutego    | OS18    | 08:43       | Gustavsfors 1                  | 4,16 km  | Mikko Hirvonen                    | 2:22.1  | 105,39 km/h      | Mikko Hirvonen       |
| 3 13 lutego    | OS19    | 09:37       | Rämmen 1                       | 22,76 km | Mikko Hirvonen                    | 11:55.3 | 114,55 km/h      | Mikko Hirvonen       |
| 3 13 lutego    | OS20    | 12:09       | Torntorp 2                     | 19,21 km | Jari-Matti Latvala                | 10:00.0 | 115,26 km/h      | Mikko Hirvonen       |
| 3 13 lutego    | OS21    | 13:31       | Rämmen 2                       | 22,76 km | Jari-Matti Latvala                | 12:12.9 | 111,80 km/h      | Mikko Hirvonen       |
| 3 13 lutego    | OS22    | 15:08       | Gustavsfors 2 (Power Stage)    | 4,16 km  | Sébastien Ogier                   | 2:22.7  | 104,95 km/h      | Mikko Hirvonen       |

### Power Stage
| Miejsce | Kierowca           | Czas   | Różnica | Średnia prędkość | Punkty |
| ------- | ------------------ | ------ | ------- | ---------------- | ------ |
| 1       | Sébastien Ogier    | 2:22.7 | 0.0     | 104,95 km/h      | 3      |
| 2       | Sébastien Loeb     | 2:23.0 | +0.3    | 104,73 km/h      | 2      |
| 3       | Jari-Matti Latvala | 2:23.4 | +0.7    | 104,44 km/h      | 1      |

## Klasyfikacja po 1 rundzie

### Kierowcy
| Lp. | Kierowca             | Pkt |
| --- | -------------------- | --- |
| 1   | Mikko Hirvonen       | 25  |
| 2   | Mads Ostberg         | 18  |
| 3   | Jari-Matti Latvala   | 16  |
| 4   | Sébastien Ogier      | 15  |
| 5   | Petter Solberg       | 10  |
| 6   | Sébastien Loeb       | 10  |
| 7   | Per-Gunnar Andersson | 6   |
| 8   | Kimi Räikkönen       | 4   |
| 9   | Matthew Wilson       | 2   |
| 10  | Khalid Al Qassimi    | 1   |

### Producenci
| Lp. | Producent            | Pkt |
| --- | -------------------- | --- |
| 1   | BP Ford WRT          | 40  |
| 2   | Citroen WRT          | 22  |
| 3   | Stobart Ford         | 18  |
| 4   | Ice 1 Racing         | 8   |
| 5   | Team Abu Dhabi       | 6   |
| 6   | FERM Power Tools WRT | 4   |
| 7   | Monster WRT          | 2   |